# アブディハキム・アブドゥラヒ・ウマル・アメイ
アブディハキム・アブドゥラヒ・ウマル・アメイ (Abdihakim Abdullahi Haji Omar, Abdihakin Abdullahi Omar Amey, ソマリ語: Cabdihakiin Cabdulaahi Xaaji Cumar Camey, アラビア語: عبد الحكيم عبد الله حاجي عمر) はソマリ人のデュルバハンテ氏族の族長の一人で、ソマリア連邦共和国の一構成国プントランドの元副大統領。2019年からソマリア連邦共和国の駐エチオピア大使。

## 略歴
アメイは米国のディアスポラだった。

### プントランド副大統領
2014年1月8日、アメイはプントランドの副大統領に選出された。プントランド議員66票の内48票を獲得した。次点候補は16票だった。アメイはブーホードレの住民から強い支持を受けていた。1月25日に大統領と共に就任。
2014年10月、アメイ副大統領はプントランドの首都ガローウェで、ソマリア連邦共和国のアブディウェリ首相とのプントランド政府高官との会談に出席。
2015年3月、アメイ副大統領はソマリアの首都モガディシュを、副大統領の立場では初めて訪問した。
2015年5月、アメイ副大統領はソマリア連邦の一構成国であるジュバランドの議会に出席するため、首都キスマヨを訪問した。
2017年8月、エチオピアの反政府組織オガデン民族解放戦線の指導者Abdikarim Muse Qalbi Dhagahがソマリア連邦の一構成国であるガルムドゥグのガルカイヨで逮捕され、ソマリア連邦政府からエチオピア政府に引き渡された。プントランド政府は難民の地位に関する条約に反するとして、これに反対する立場を表明していた。しかしプントランド政府長官の一人Bashir Abdirahman Haji Gurhanがこの引き渡しに賛同の意を示したため、アメイ副大統領はGurhanを解任した。
2018年6月、アメイ副大統領はプントランドとソマリランドが領有権を争っている町の一つブーホードレを訪問し、1月にソマリランドに奪われたトゥカラクの奪還の意思を表明。
2018年8月、ブーホードレで自爆テロ事件が発生した。アメイ副大統領は事件にソマリランドが関わっているとして非難。ソマリランド政府はこれを否定。
2018年10月、プントランドの首都ガローウェで、ソマリア連邦の構成国であるプントランド、ガルムドゥグ、南西ソマリア、ジュバランドの大統領が集まって公開討論会が行われ、ソマリア連邦政府を批判する決議が発表された。しかしアメイ副大統領は連邦政府の肩を持ち、この決議を批判した。
2018年12月、アメイ副大統領は紛争委員会の任命を巡ってガース大統領と対立した。

### ソマリア政府大使
2019年1月14日、プントランドの大統領、副大統領が交替し、プントランド副大統領にはアフメド・イルミ・イスマンが就任した。
2019年3月22日、アメイはソマリア連邦政府の大使に任命された。この時点では赴任国は未発表。この人事をプントランド政府も了承。
2019年4月、駐エチオピア大使に任命された。アフリカ連合(AU)とアフリカ経済委員会(UNECA)の大使も兼務した。
2019年6月、エチオピアの首都アディスアベバに到着。
2019年11月、エチオピアの首都アディスアベバでエチオピア大統領から信任状を授与された。
2020年6月、エチオピア・ナイルダム建設を巡って対立するエチオピアとエジプトに関して「ソマリアはエチオピアを支持する」と明言。
2021年3月、アメイ大使は南スーダンの首都ジュバを訪問した。